# Corporate Equality Index
Corporate Equality Index – raport corocznie publikowany przez Human Rights Campaign opisujący sposób traktowania pracowników, klientów i inwestorów LGBT przez amerykańskie przedsiębiorstwa. Głównym źródłem informacji są sondaże, ale dane te konfrontowane są z oficjalną polityką przedsiębiorstwa wobec osób LGBT. Raport publikowany jest od 2002 roku.

## Kryteria
Raport ocenia przedsiębiorstwa w skali od 0 do 100 punktów bazując na elastycznych kryteriach opartych na „10 zasadach” ustalonych przez Equality Project. Kryteria obejmują:
- pisemną politykę niedyskryminacji ze względu na orientację seksualną lub tożsamość płciową,
- włączenie treści nt. orientacji seksualnej i tożsamości płciowej do szkoleń dotyczących równości i wrażliwości,
- równość w korzyściach dla partnera pracownika wynikających z przepisów,
- odpowiednie kampanie reklamowe skierowane do społeczności LGBT,
- równość w korzyściach z ubezpieczeń zdrowotnych dla osób transgenderycznych,
- odrzucenie aktywności, które mogłyby być sprzeczne z polityką równych praw dla LGBT.